# Rathaus Schöneberg

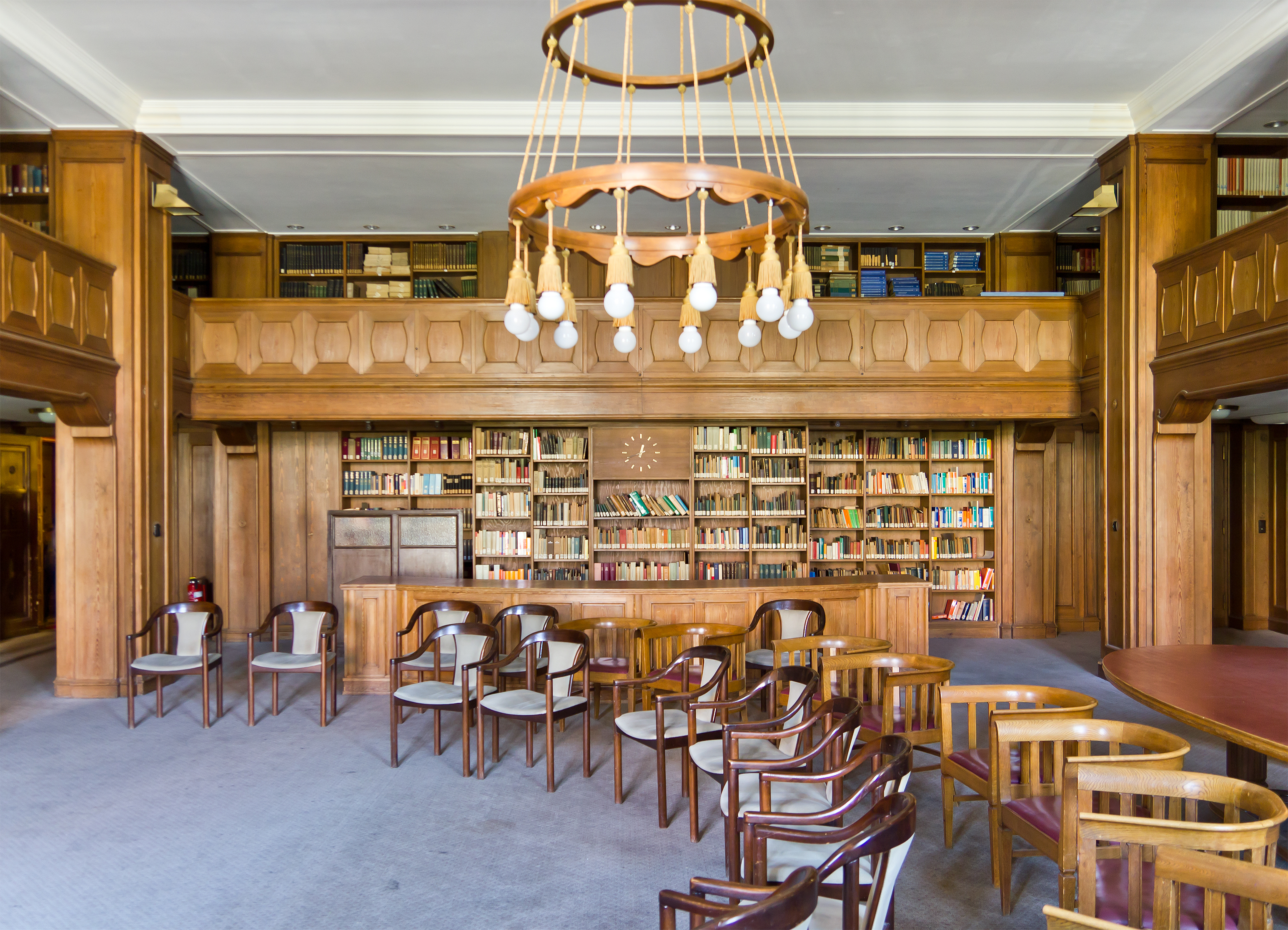
Rathaus Schöneberg

Het Rathaus Schöneberg (stadhuis) werd tussen 1911 en 1914 gebouwd naar een ontwerp van de architecten Peter Jürgensen en Jürgen Bachmann voor de destijds zelfstandige stad Schöneberg bij Berlijn. De eerstesteenlegging vond plaats op 26 mei 1911. Het gebouw staat aan de Badensche Straße in het zuidwesten van het stadsdeel Schöneberg.
In 1920 werd Schöneberg geannexeerd en opgenomen in Groot-Berlijn. Na de Tweede Wereldoorlog en de politieke opdeling van Berlijn, was het Rathaus Schöneberg tot aan de Duitse hereniging in 1990 het politieke centrum van West-Berlijn. Zowel het parlement als de senaat van West-Berlijn hadden hier hun zetel.
Het raadhuis, het omliggende plein en de daarop aansluitende straten waren de plaats voor veel politieke toespraken. Tijdens zijn staatsbezoek hield president John F. Kennedy van de Verenigde Staten hier op 26 juni 1963 zijn rede met de beroemde uitspraak Ich bin ein Berliner. Ter nagedachtenis aan Kennedy werd het plein voor het raadhuis na zijn dood in John-F.-Kennedy-Platz omgedoopt.
Op 10 november 1989 hielden vanaf hetzelfde balkon de Duitse politici Hans-Dietrich Genscher, Willy Brandt en Helmut Kohl redevoeringen na de opening van de Berlijnse Muur. Op 2 oktober 1990 luidde de Freiheitsglocke om 23:55 de Duitse hereniging in.
Op 24 september 1991 vond hier de laatste zitting van de senaat plaats, dat hierna verhuisde naar het Rotes Rathaus en op 25 maart 1993 was hier de laatste zitting van het huis van afgevaardigden, dat vervolgens verhuisde naar de Preußischer Landtag.
In het achter het stadhuis gelegen Rudolph-Wilde-Park bevindt zich een metrostation met de naam Rathaus Schöneberg.